# Подземелье драконов (мультсериал)
«Подземелье драконов» (англ. «Dungeons & Dragons», дословно: «Подземелья и драконы») — американско-японский приключенческий мультсериал, созданный тремя студиями: Marvel Productions, TSR и Toei Animation. 
Делится на три сезона, по 13, 8 и 6 серий соответственно — каждая из которых представляет собой самостоятельный квест, не связанный по содержанию с другими сериями. Во время создания последнего сезона мультсериал был отменён, из-за чего закончился открытым финалом. 28-я серия, которая одновременно должна была стать заключительной и оставить небольшой задел для возможного четвёртого сезона, так и не была снята.
Транслировался в США — шёл на телеканале CBS. В России показывался ОРТ под названием «Драконы подземелий» и СТС.

## Сюжет
Шестеро детей, придя однажды в парк развлечений, решают прокатиться на аттракционе Dungeons & Dragons и попадают в фэнтезийный мир, где светят четыре солнца и три луны, где обитают самые настоящие, живые драконы и водятся всевозможные чудовища. Там они встречают карлика, Повелителя подземелий; он объясняет, что путь домой им преграждает воплощение сил зла — могущественный колдун Венджер. Повелитель подземелий распределяет между детьми роли сказочных героев и даёт каждому из них магический артефакт, который должен помочь им выжить и вернуться в свой мир.

## Основные персонажи
- Хэнк (англ. Hank): роль — Стрелок. Никогда не теряет головы, способен быстро оценить ситуацию и принять правильное решение. Благодаря этим качествам стал признанным лидером группы: в трудную минуту все с надеждой смотрят на него, ожидая, что он найдёт выход из положения, и Хэнк практически всегда оправдывает эту надежду. Артефакт — лук с магическими стрелами. Озвучивание — Вилли Эймс[3].
- Бо́бби (англ. Bobby): роль — Варвар. Самый младший по возрасту (ему всего 8 лет), но зато самый отчаянный: первым лезет в любую драку. Не любит, когда его считают маленьким, очень хочет поскорее вырасти. Артефакт — богатырская дубинка, которая делает его во много раз сильнее; он может разбить своей дубинкой всё, что угодно, а ударив ею о землю — вызвать землетрясение. Озвучивание — Тедди Филд III[3].
- Пре́сто (англ. Presto): роль — Волшебник. Небольшого роста, близорукий и физически слабый, из-за этого постоянно «комплексует», и товарищам приходится всё время подбадривать его. Артефакт — волшебная шляпа, из которой Престо достаёт различные вещи; но так как ему недостаёт веры в собственные силы, результаты его колдовства совершенно непредсказуемы. Впрочем, в большинстве случаев сотворённые им предметы, хотя и странные, оказываются полезными: например, свечки на праздничном торте отпугивают хищных улиток, а поливальный шланг позволяет остановить огненного дракона, сотворённого Венджером. Озвучивание — Адам Рич[3].
- Ши́ла[4], также Ше́йла[5][6] (англ. Sheila): роль — Вор. Старшая сестра Бобби; когда друзья начинают спорить, она всегда старается всё уладить и всех успокоить. По характеру она, скорее, робкая, но если её брату угрожает опасность — готова на риск, чтобы выручить его. Артефакт — мантия; накинув на голову капюшон, Шейла становится невидимкой. Озвучивание — Кэти Ли[3].
- Э́рик (англ. Eric): роль — Паладин. Он из богатой семьи, и не упускает случая напомнить об этом всем остальным. Уверен, что с помощью денег можно решить любую проблему, и из-за этого часто попадает в глупое положение. Характер у него довольно неприятный: он любит хвастаться, трусоват, брюзжит по любому поводу, во всём видит прежде всего плохое. В Подземелье чувствует себя неуютно, несколько раз пытается в одиночку отыскать выход, бросив товарищей, но каждый раз возвращается к ним. И всё же, при всех своих недостатках, Эрик, в сущности, не такой уж плохой: оказавшись «временно исполняющим обязанности» Повелителя подземелий, он проявляет смелость и даже готовность пожертвовать собой ради друзей. Артефакт — непробиваемый щит, способный также создавать силовое поле. Озвучивание — Дон Мост[3].
- Дайа́на[4], также Диа́на[7][6] (англ. Diana): роль — Монах. Смелая, красивая и очень уверенная в себе девочка, выдающаяся спортсменка. Артефакт — раздвигающийся шест, который удивительно прочен и способен выдержать даже тяжесть обваливающейся каменной глыбы. Озвучивание — Тония Гэйл Смит[3].
- Ю́ни (англ. Uni): маленький единорог. Сопровождает детей с самого начала их путешествия по подземельям. Она — всеобщая любимица, но особенно привязана к Бобби: постоянно следует за ним, а в минуты опасности нередко прыгает ему на руки.
- Хранитель Подземелья[4] (англ. Dungeon Master): карлик-старичок, помогающий детям. Появляется всегда неожиданно, как бы из ниоткуда, даёт полезные советы, после чего так же неожиданно исчезает. Любит говорить намёками и загадками (эта его манера очень раздражает Эрика, но все остальные воспринимают её как должное. Озвучивание — Сидни Миллер[3].
- Ве́нджер (англ. Venger): главный злодей мультсериала, разъезжающий на чёрном летающем коне. Особые приметы: очень высокий рост, очень бледное лицо, красные глаза; изо рта выступают клыки, за спиной — чёрные крылья, как у летучей мыши. Может принимать самые разные обличья. Его магическая сила почти беспредельна, однако он использует любую возможность увеличить её ещё больше, и именно поэтому стремится отнять у детей подаренные Хранителем Подземелья артефакты. Венджер был проклят силами Неназываемого, которые не мог развеять Повелитель подземелий. Озвучивание — Питер Каллен[3].
- Тень (англ. Shadow Demon) — прислужник и шпион Венджера.
- Тиамат (англ. Tiamat): пятиглавая драконица, лютый враг Венджера; единственное существо, которого тот опасается. Цвета голов (слева направо): белый, зелёный, красный, голубой, чёрный. Белая голова дышит холодом, зелёная — ядовитым газом, голубая — молнией, а чёрная — кислотой. Главная голова, красная, изрыгает огонь. Обитает на Кладбище Драконов, расположенном в некоем параллельном мире.

## Производство
В начале 1980-х годов настольная ролевая игра Dungeons & Dragons набирала популярность. Тогда же компания TSR расширяла бренд. Был заказан мультсериал, который шёл по телесети CBS, прежде чем его отменили. Анимацией занималась японская студия Toei Animation, производство контролировала Marvel Productions. Это одна из последних попыток TSR сделать D&D удобной для детей и привлечь молодых игроков, но в конечном итоге она провалилась. Сериал оказался простым введением в мир игры. Для того времени неплохой результат, даже если число зрителей быстро сокращалось. Компания росла слишком быстро, выпуская большое количество настольных игр, книг и другой продукции, но расходы превышали доходы и наблюдалось падение прибыли, несмотря на востребованность франшизы. Родители и цензоры были обеспокоены насилием на экране и требовали показывать предупреждения перед каждой серией. По мнению Screen Rant, не помогло и то, что мультфильм вышел глуповатым и не всегда соответствовал стандартам настольной RPG. В конце концов, он рассчитан на детей, поэтому пришлось идти на некоторые уступки.
Кроме того, в судьбе сериала сыграла роль сатанинская паника в американском обществе. Патриция Пуллинг обвинила D&D в самоубийстве своего сына Ирвина в 1982 году, после чего подала в суд на TSR, хотя дело не увенчалось успехом, она создала организацию Bothered About Dungeons & Dragons. Активистка рассылала полицейским сообщения, что игра втягивает детей в сатанинские культы и подталкивает к суициду, требовала, чтобы в серии «Подземелья драконов» было включено предостережение. Это походило на цензуру — ни один канал не стал бы показывать детский мультсериал в таком виде. В 1984 году вышел комикс Dark Dungeons за авторством художника и ультраконсервативного проповедника Джека Чика, он пересказывал эпизоды из Евангелия, призывал к праведной жизни, а также осуждал всё, что казалось ему «недостаточно христианским», от Хеллоуина до католической церкви. D&D Чик изобразил как оккультную секту, члены которой практикуют магию, подчиняют родителей с помощью заклятий и сводят счёты с жизнью в случае смерти персонажа. Из-за этого у игроков по всей стране были проблемы в семьях и школах, а TSR пришлось вести себя осторожнее и поменять содержание продукции, например, убрав слова «демон» и «дьявол» и имена существ, заимствованных из христианской демонологии.

## Отзывы
IGN дал 64 место в топ-100 мультсериалов, назвав Dungeons & Dragons «зрелой мыльной оперой с мечами и монстрами».

## Товары и другие медиа

### Фильм
Шестеро главных героев сериала появляются в качестве камео в фильме «Подземелья и драконы: Честь среди воров».